# Independencia (Ayopaya)
Independencia (auch: Ayopaya) ist eine Landstadt im Departamento Cochabamba im südamerikanischen Andenstaat Bolivien.

## Lage im Nahraum
Independencia ist Sitz der Verwaltung der Provinz Ayopaya und liegt im Municipio Ayopaya zwischen den Flüssen Río Ayopaya und Río Negro.  Die Ortschaft liegt auf einer Höhe von 2633 m am linken Ufer des Río Khuti Barranca, der unterhalb des Ortes in nordöstlicher Richtung fließt und nach zwölf Kilometern in den Río Negro mündet.

## Geographie
Independencia liegt zwischen der Cordillera Mazo Cruz und der Cordillera del Tunari, einem nordwestlichen Teilabschnitt der Cordillera Oriental. Das Klima ist ein typisches Tageszeitenklima, bei dem die Temperaturschwankungen zwischen Tag und Nacht deutlicher ausfallen als zwischen den Jahreszeiten.
Die Jahresdurchschnittstemperatur der Region liegt bei knapp 15 °C (siehe Klimadiagramm Independencia) und schwankt im Jahresverlauf zwischen 11 °C im Juni/Juli und 17 °C im November/Dezember. Der jährliche Niederschlag liegt bei etwa 750 mm, wobei einer Trockenzeit von Mai bis August mit Monatsniederschlägen unter 20 mm eine ausgeprägte Feuchtezeit gegenübersteht, in der von Dezember bis März die Monatswerte deutlich über 100 mm hinausgehen.

## Verkehrsnetz
Independencia liegt in einer Entfernung von 164 Straßenkilometern nordwestlich von Cochabamba, der Hauptstadt des Departamentos.
Durch Independencia führt die unbefestigte Nationalstraße Ruta 25, die in Nordwest-Südost-Richtung von La Paz über Chulumani nach Independencia und weiter nach Cochabamba führt.

## Bevölkerung
Die Einwohnerzahl der Ortschaft ist in den vergangenen beiden Jahrzehnten um mehr als drei Viertel angestiegen:
| Jahr | Einwohner | Quelle       |
| ---- | --------- | ------------ |
| 1992 | 1 592     | Volkszählung |
| 2001 | 2 014     | Volkszählung |
| 2012 | 1 751     | Volkszählung |
| 2024 |           | Volkszählung |

Der überwiegende Teil der örtlichen Bevölkerung gehört dem indigenen Volk der Quechua an, im Municipio Ayopaya sprechen 97,9 Prozent der Bevölkerung Quechua.